# قسطنطين تشاتزيس
قسطنطين تشاتزيس (باليونانية: Κωνσταντίνος Χατζής)‏ هو لاعب كرة قدم يوناني في مركز الوسط، ولد في 22 مارس 1987 في لاريسا في اليونان. لعب مع نادي باناتشايكي ‏.